# Presidenti della Provincia di Pesaro e Urbino
Elenco dei presidenti dell'amministrazione provinciale di Pesaro e Urbino.

## Regno d'Italia (1861-1946)

### Presidenti del Consiglio provinciale (1860-1927)
- Camillo Marcolini (1862-1863)
- Giacomo Mattei (1863-1879)
- Luigi Guidi (1879-1881)
- Cosimo Fabri (1881-1894)
- Giuseppe Vaccai (1894-1912)
- Francesco Raffaelli (1912-1914)
- Alessandro Rossi (1914-?)

### Presidenti della Deputazione provinciale (1889-1927)
| Nº | Nº | Ritratto | Nome                     | Mandato | Mandato | Partito |
| Nº | Nº | Ritratto | Nome                     | Inizio  | Fine    | Partito |
| -- | -- | -------- | ------------------------ | ------- | ------- | ------- |
| 1  |    |          | Augusto Guidi            | 1889    | 1891    | ?       |
| 2  |    |          | Ostilio Martori Savini   | 1891    | 1893    | ?       |
| 3  |    |          | Faustolo Masini Pallazzi | 1893    | 1899    | ?       |
| 4  |    |          | Alessandro Rossi         | 1899    | 1914    | ?       |
| 5  |    |          | Pietro Fonti             | 1914    | ?       | ?       |

## Repubblica italiana (dal 1946)

### Presidenti della Provincia (dal 1951)

#### Eletti dal Consiglio provinciale (1951-1995)
| Nº             | Nº             | Ritratto | Nome              | Mandato            | Mandato       | Partito                     | Elezione                           |
| Nº             | Nº             | Ritratto | Nome              | Inizio             | Fine          | Partito                     | Elezione                           |
| -------------- | -------------- | -------- | ----------------- | ------------------ | ------------- | --------------------------- | ---------------------------------- |
|                |                |          | Salvatore Vergari | ?                  | 1980          | ?                           |                                    |
|                |                |          | Vito Rosaspina    | 1980               | 1985          | Partito Socialista Italiano | 1980                               |
| 27 agosto 1985 | 15 luglio 1990 | 1985     | Vito Rosaspina    |                    |               | Partito Socialista Italiano |                                    |
| 16 luglio 1990 | 5 marzo 1993   | 1990     | Vito Rosaspina    |                    |               | Partito Socialista Italiano |                                    |
|                |                | 1990     |                   | Umberto Bernardini | 30 marzo 1993 | 23 aprile 1995              | Partito Democratico della Sinistra |

#### Eletti direttamente dai cittadini (1995-2014)
| Nº             | Nº            | Ritratto | Nome                                              | Mandato        | Mandato         | Partito                                     | Elezione |
| Nº             | Nº            | Ritratto | Nome                                              | Inizio         | Fine            | Partito                                     | Elezione |
| -------------- | ------------- | -------- | ------------------------------------------------- | -------------- | --------------- | ------------------------------------------- | -------- |
|                |               |          | Umberto Bernardini                                | 24 aprile 1995 | 13 giugno 1999  | Partito Democratico della Sinistra          | 1995     |
|                |               |          | Palmiro Ucchielli                                 | 14 giugno 1999 | 13 giugno 2004  | Democratici di Sinistra Partito Democratico | 1999     |
| 14 giugno 2004 | 7 giugno 2009 | 2004     | Palmiro Ucchielli                                 |                |                 | Democratici di Sinistra Partito Democratico |          |
|                |               |          | Matteo Ricci                                      | 8 giugno 2009  | 22 giugno 2014  | Partito Democratico                         | 2009     |
| -              |               |          | Massimo Galuzzi (Vicepresidente facente funzioni) | 23 giugno 2014 | 12 ottobre 2014 | Partito Democratico                         | 2009     |

#### Eletti dai sindaci e consiglieri della provincia (dal 2014)
| Nº               | Nº        | Ritratto            | Nome               | Mandato         | Mandato          | Partito             | Elezione |
| Nº               | Nº        | Ritratto            | Nome               | Inizio          | Fine             | Partito             | Elezione |
| ---------------- | --------- | ------------------- | ------------------ | --------------- | ---------------- | ------------------- | -------- |
|                  |           |                     | Daniele Tagliolini | 13 ottobre 2014 | 30 ottobre 2018  | Partito Democratico | 2014     |
|                  |           |                     | Giuseppe Paolini   | 31 ottobre 2018 | 19 dicembre 2022 | Partito Democratico | 2018     |
| 19 dicembre 2022 | in carica | Partito Democratico | Giuseppe Paolini   | 2022            |                  |                     |          |